# Design Patterns
Design Patterns (fullständig titel; Design Patterns, Elements of Reusable Object-oriented Software) är en bok av Erich Gamma, Richard Helm, Ralph Johnson och John Vlissides, populärt kallade Gang of Four (GoF).
Boken lanserade idén om designmönster för mjukvaruutveckling.